# -omik
Оміка, -omik (грец . -ομική, жіночий рід; англ. -omics) — це суфікс, який використовується для позначення оміксних технологій — галузей сучасної молекулярної біології та біоінформатики, які займаються аналізом сукупностей подібних окремих елементів — геном, транскриптом, епігеном, епітранскриптом, протеом, метаболом, мета-геном, мета-транскриптом, інтерактом, ліпідом та інші. Інтеграцією цих данних займається мультиоміка.
Наприклад, протеоміка має справу, наприклад, з протеомом (англ. proteome) — сукупністю всіх білків, які присутні в клітині, групі клітин, органі чи організмі в певний момент часу. Існує також веб-сайт для картографування протеома — Human Protein Atlas. За аналогією сукупність генів організму називається геномом, а предметна область його дослідження відповідає геноміці.
Деякі з найпоширеніших термінів наведено в таблиці. Однак зараз існує велика кількість інших термінотворів, які майже не потрапили до словникового запасу. Наприклад: Інтерактом-Інтерактомік, Психіом-Психіомік.
Пару термінів топоном-топономіка іноді зараховують до -омік. Це неправильно, тому що тут склад «-ном» утворений від грецького іменника Nomos.

## Типи даних
Основні статті — Біоінформатика, Мультиоміка.
| Сфера знань                                        | Сукупність       | Окремий елемент |
| -------------------------------------------------- | ---------------- | --- |
| епігеноміка                                        | епігеном         | Комплекс різних даних: сайти метилювання ДНК, модифікації гістонів, ремоделювання хроматину, некодуючі РНК                      |
| геноміка                                           | геном            | ген |
| транскриптоміка                                    | транскриптом     | транскрипт (мРНК) |
| протеоміка                                         | протеом          | білок |
| ліпідоміка                                         | ліпідом          | ліпід |
| глікоміка                                          | глікан           | полісахариди |
| метаболоміка                                       | метаболом        | метаболіт (продукт метаболізму)                                                                                                 |
| інтерактоміка                                      | інтерактом       | взаємодія молекул |
| систеоміка[джерело?]                               | структура впливу | ланка передачі |
| флюксоміка                                         | флюксом          | каталізовані перетворення речовини та їх швидкість                                                                              |
| сенсоміка                                          | сенсометаболом   | запах і смак |
| мікробіоміка: метагеноміка, метапротеоміка і т. д. |                  | дані геноміки, протеоміки та інших оміксних технологій в певних екосистемах (таких як певний мікробіом, як-от мікробіота кишки) |
| мультиоміка                                        | мультиом, паном  | Інтеграція даних всіх (або деяких) даних оміксних технологій разом                                                              |

## Додаткова література

### Журнали
- OMICS: A Journal of Integrative Biology (Mary Ann Liebert Inc)
- Molecular Omics (Royal Society of Chemistry)